# Luigi Petrini
Luigi Petrini (Roma, 7 dicembre 1934 – Roma, 12 giugno 2010) è stato un regista e sceneggiatore italiano.

## Biografia
Regista e sceneggiatore attivo soprattutto negli anni sessanta e settanta, ha collaborato spesso con il regista e produttore Angelo Pannacciò, col quale ha fondato anche una piccola casa di produzione.

## Filmografia

### Regista
- Una storia di notte (1964)
- Le sedicenni (1965)
- A suon di lupara (1967)
- Così, così... più forte (1970)
- La ragazza dalle mani di corallo (1971)
- Scusi, si potrebbe evitare il servizio militare?... No! (1974)
- C'è una spia nel mio letto (1976)
- Operazione Kappa: sparate a vista (1977)
- Ring (1977)
- White Pop Jesus (1980)
- Aurora Express, una forza al servizio della pace (1988) - documentario